# جوو موروو
جوو موروو (بالإنجليزية Guo Moruo) عالم صيني ومؤرخ وكاتب بارز وعالم أثار، ومسؤول حكومي من مقاطعة سيتشوان، في الصين في القرن العشرين، وقد تقلد مناصب مهمة في الحكومة الشيوعية.
ولد جوو موروو في ليشان من مقاطعة سيشوان، نشرت أول مجموعة شعرية له الإلاهات سنة 1921م وفي عام 1927م التحق بالحزب الشيوعي ، واشترك في عصيان نانشانج الفاشل. وبعد ذلك ذهب إلى المنفى، وعاش في اليابان عشر سنوات. نص الصفحة.
رجع إلى الصين عام 1937م ليحارب ضد الغزو الياباني، وبعد أن قامت جمهورية الصين الشعبية سنة 1949م تولى مناصب مهمة، منها رئيس الأكاديمية الصينية للعلوم. و شغل منصب نائب رئيس الوزراء، ونائب اللجنة الدائمة لمؤتمر الشعب الوطني. 

## حياته

### قصة العائلة
ولد جوو، واسمه في الأصل جوو كايزهن، في 10 أو 16 نوفمبر، في بلدة صغيرة من شوان. تقع شوان على نهر دادو نحو 40 كم جنوب غرب من ما كانت تسمى مدينة جيادينغ (لو) (شيا تينغ (لو)، 嘉定 (路))، والآن هي منطقة حضرية وسط مدينة من يشان في مقاطعة سيتشوان.
عند الولادة جوو، كانت شوان بلدة تتكون من حوالي 180 عائلة.
كان أجداد جوو من هاكاس من مقاطعة نينجواه في تينجزو فو، بالقرب من الحدود الغربية لفوجيان.انتقلوا إلى سيتشوان في النصف الثاني من القرن ال17، بعدما فقدت سيتشوان الكثير من سكانها بسبب المتمردين / العصابات من تشانغ شيان تشونغ (حوالي 1605-1647).وفقا لأسطورة الأسرة، كانت الممتلكات الوحيدة التي جلبها أجداد جوو إلى سيتشوان هي الأشياء التي يمكن أن تحمل على ظهورهم. الجد الأكبر لجوو جوو شيان لين، كان أول من حقق الازدهار للأسرة.جعل أبناء جوو شيان لين من عائلة جوو قائدة لأعمال الملاحة النهرية المحلية، والتي كانت ذات أهمية كبيرة في تلك المنطقة. وعندها فقط أصبح أفراد عائلة جوو قادرين على إرسال أطفالهم إلى المدرسة.

### حياته
كان جوو إبنا لعائلة ثرية، ترك زوجته وسافر إلى اليابان لدراسة الطب سنة 1914 ، ثم إرتبط بعد ذلك بإمرأة يابانية وعاش معها هناك، ترك دراسة الطب ووجه اهتمامه بالأدب حيث كرس معظم وقته لتعلم لغات أخرى حيث قرأ الكثير من الأعمال لكبار المفكرين من بينهم سبينوزا وغوته وطاغور ووالت ويتمان وتأثر بها كثيرا، وبذلك ألف أول قصيدة له الإلاهات سنة 1921م . كما كان معروفا بتأثيره على الشباب .

## روابط خارجية
- جوو موروو على موقع الموسوعة البريطانية (الإنجليزية)
- جوو موروو على موقع مونزينجر (الألمانية)